# Aphyosemion fulgens
Aphyosemion fulgens е вид лъчеперка от семейство Nothobranchiidae. Видът е застрашен от изчезване.

## Разпространение
Разпространен е в Габон.